# Amphilophus amarillo
Espèce
Amphilophus amarillo est une espèce de poissons néotropicaux.